# Clã Baba (Shinano)
O clã Baba (信濃馬場氏, Shinano Baba-shi) do distrito de Kiso de província de Shinano foi um clã samurai, descendente direto de Minamoto no Tameyoshi, notável no Período Sengoku (século XVI).